# Champcerie
Champcerie – miejscowość i gmina we Francji, w regionie Normandia, w departamencie Orne.
Według danych na rok 1990 gminę zamieszkiwały 103 osoby, a gęstość zaludnienia wynosiła 12 osób/km² (wśród 1815 gmin Dolnej Normandii Champcerie plasuje się na 783. miejscu pod względem liczby ludności, natomiast pod względem powierzchni na miejscu 604.).